# Luzzu

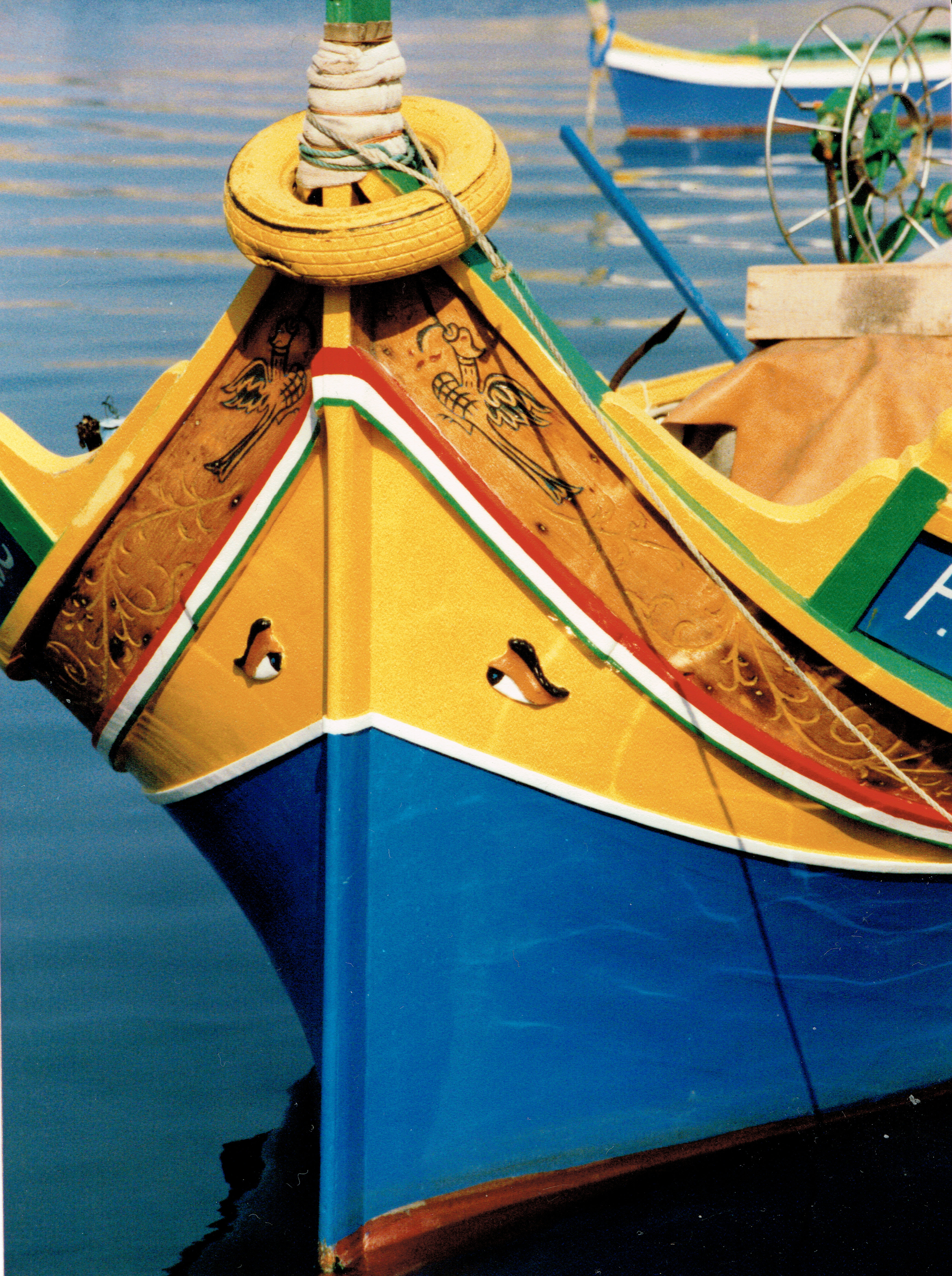
Luzzu

Luzzu (wym. lutt͡su; l. mn. luzzijiet) - tradycyjny rodzaj maltańskiej łodzi rybackiej. Ten typ łodzi rozwinął się na początku XX wieku, chociaż jest bardzo podobny do znacznie starszych tradycyjnych łodzi maltańskich, takich jak ferilla. Zwykle łodzie są pomalowane na jasne kolory, na ich dziobie znajduje się para oczu, nawiązująca do oka Horusa lub Ozyrysa.

## Nazwa
Słowo luzzu pochodzi być może od sycylijskiego guzzu, które kojarzone jest z włoskim gozzo. Guzzu to popularna jednostka rybacka lub transportowa używana we Włoszech i na Sycylii.

## Historia
Włoskie gozzo często odwiedzały Maltę w latach 80. XIX wieku i uważa się, że projekt luzzu wyewoluował z nich na początku XX wieku. Łódź jest również podobna do maltańskiego ferilla, ale ma wyższą wolną burtę i krótszą dziobnicę oraz jest wykonana z mocniejszego drewna.
Wczesne luzzijiet były używane głównie jako statki transportowe, ale po zmotoryzowaniu stały się popularne jako łodzie rybackie. Nowoczesne wersje łodzi mają pokład, a niektóre kabinę. Obecnie nie buduje się już nowych luzzijiet, ale nadal jest w użyciu kilkaset łodzi, szczególnie w Marsaxlokk. Niektóre luzzijiet zostały przekształcone w jednostki pasażerskie dla turystów, chociaż zdecydowana większość nadal służy jako łodzie rybackie.
W dniu 30 października 1948 r. przeładowane luzzu, które było używane do przewożenia pasażerów z Malty na Gozo wywróciło się i zatonęło w pobliżu Ħondoq ir-Rummien, w wyniku czego zginęły 23 osoby.

## Opis
Luzzu to solidna łódź z poszyciem stykowym z podwójnie wzmocnionym kadłubem, dlatego są dość odporne na działania sztormów. Pierwotnie luzzu były wyposażone w wiosła i żagle, chociaż obecnie prawie wszystkie są napędzane silnikiem, przy czym najpopularniejszy jest pokładowy silnik wysokoprężny.
Łodzie są jaskrawo pomalowane w odcieniach żółtego, czerwonego, zielonego i niebieskiego, a dziób jest zwykle zaznaczony parą oczu. Te oczy mogą być pozostałością starożytnego zwyczaju fenickiego (praktykowanego również przez starożytnych Greków i Egipcjan); są one określane jako oko Horusa lub Ozyrysa. Mówi się, że chronią rybaków na morzu.

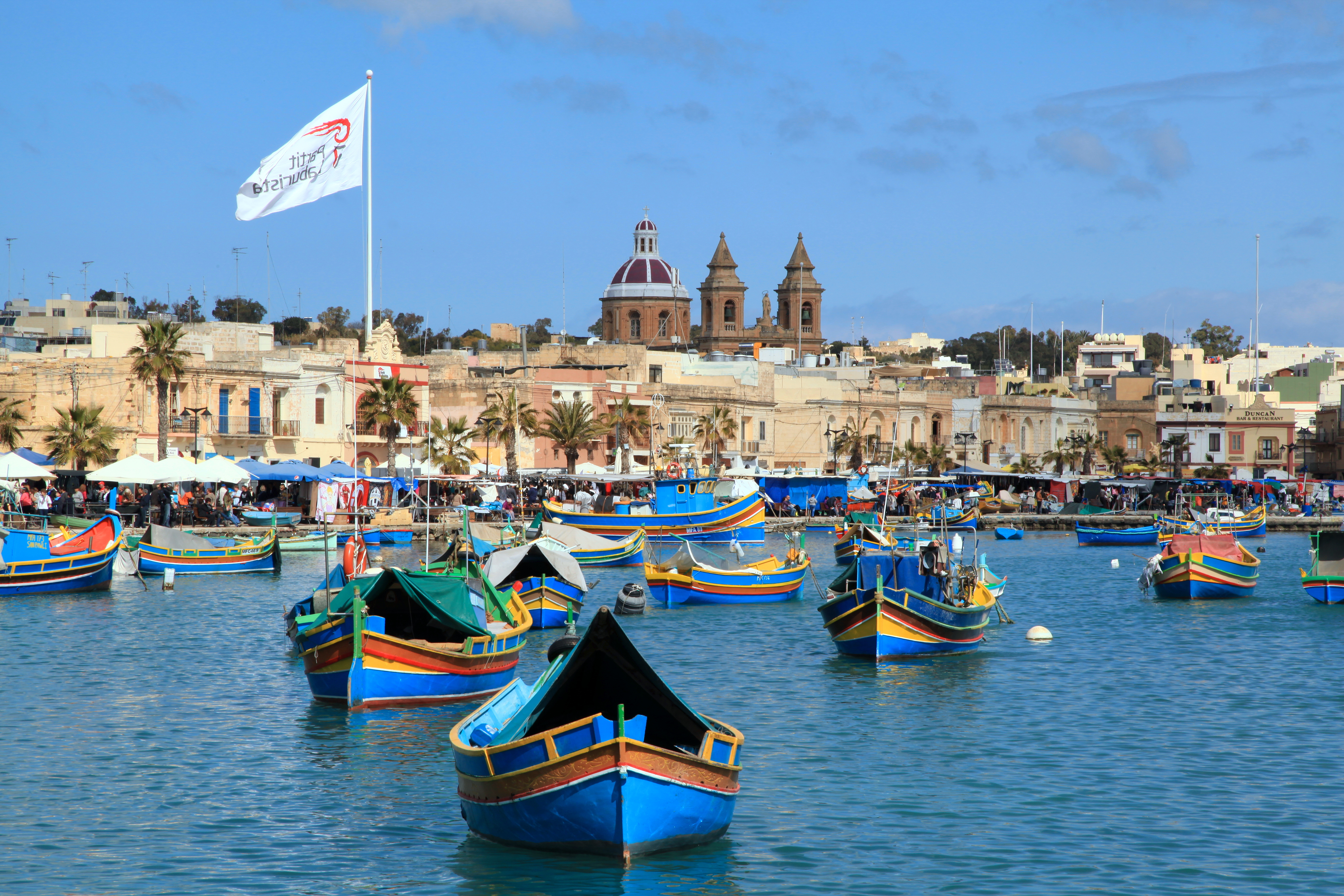
Port Marsaxlokk z różnymi luzzijiet

W 2016 r. prof. Anthony Aquilina z Uniwersytetu Maltańskiego ustalił, że przy wyborze palety kolorów dla luzzu obowiązują pewne tradycyjne zasady.
„Podczas gdy czerwonawo-brązowy lub bordowy był zwykle malowany na dolnej połowie łodzi w celu oznaczenia linii wodnej, miejsce pochodzenia łodzi można było rozpoznać po kolorze jego mustaċċ. Mustaċċ to pas nad dolną połową łodzi, w kształcie wąsów, od których pochodzi nazwa tego elementu. Czerwony mustaċċ wskazywałby na przykład, że łódź pochodzi z Saint Paul’s Bay. Cytrynowo-żółty oznaczał łódź z Msidy lub St. Julian’s, podczas gdy ochrowo-żółty identyfikowałby łódź jako pochodzącą z okolic Marsaxlokk i Marsaskali. Kiedy mustaċċ malowano na czarno, oznaczało to żałobę po śmierci kogoś w rodzinie”.
Port w Marsaxlokk jest szczególnie znany z dużej liczby luzzu i podobnych jednostek pływających. Luzzu jest często uważane za symbol Malty.